# Mimaderpas anteaureus
Mimaderpas anteaureus là một loài bọ cánh cứng trong họ Cerambycidae.